# Болл, Джеймс
Джеймс Аллан Болл (англ. James Allan "Jimmy" Ball; 7 мая 1903, Дофин, Манитоба, Канада — 2 октября 1973, Виктория, Британская Колумбия, Канада) — канадский легкоатлет, специализировавшийся в беге на дистанцию 400 метров. Серебряный призёр летних Олимпийских игр 1928 года в беге на 400 метров, двукратный бронзовый призёр летних Олимпийских игр 1928 и летних Олимпийских игр 1932 годов в эстафете 4×400 метров.